# Ванаселья, Николай Симонович
Николай Симонович Ванаселья (15 декабря 1915, Ревель, Эстляндская губерния, Российская империя — 18 октября 1988, Таллин, Эстонская ССР) — эстонский советский деятель.

## Биография
Родился 15 декабря 1915 года в Ревеле.
В 1935 году окончил Таллинский педагогический университет.
С 1940 года — после присоединения Эстонии к СССР — в РККА, преподаватель в Таллинском военно-пехотном училище, член ВКП(б) с августа 1940 года.
Участник Великой Отечественной войны с 1941 года, капитан, замполит 27-го стрелкового полка 7-й Эстонской стрелковой дивизии, в декабре 1942 года в бою под Великими Луками был тяжело ранен, после госпиталя вернулся в часть.
Награждён орденами Красного Знамени (1944, за организацию танково-пехотного десанта в тыл врага), Отечественной войны I степени (1985), Красной Звезды (1944), медалью «За победу над Германией» (1945).
Первые годы после войны — на организаторской работе: в 1946 году — секретарь ЦК ЛКСМ Эстонской ССР, в 1946—1947 годах председатель секции легкой атлетики Эстонской ССР, с 1948 по 1951 год — зампредседателя республиканского отделения спортивного общества Трудовые резервы.
С 1951 по 1955 год — главный редактор газеты «Noorte hääl» («Голос молодежи»).
В 1955—1958 годах окончил Высшую партийную школу в Москве.
С 1958 по 1961 год — редактор журнала «Kultuur ja Elu» («Культура и жизнь»).
С 1961 по 1964 год — председатель совета Союза спортивных обществ и организаций Эстонской ССР.
В 1964—1976 годах — директор издательства «Kunst» («Искусство»).
В 1975 году за заслуги в развитии эстонской советской культуры присвоено почетное звание Заслуженного работника культуры Эстонской ССР.
Умер 18 октября 1988 года в Таллине, похоронен на таллиннском Лесном кладбище.